# Lomas de San José
Lomas de San José es una localidad del estado mexicano de Guanajuato. Es parte del municipio de San Miguel de Allende.

## Toponimia
El nombre «San José» hace referencia al santo patrono de la localidad: José de Nazaret.

## Demografía
| Censo | Población |
| ----- | --------- |
| 2000  | 86        |
| 2010  | 556       |
| 2020  | 1 941     |